# Csernai Zoltán
Csernai Zoltán (Békéscsaba, 1925. január 21. – Budapest, 2005. november 26.) magyar sci-fi-író, szerkesztő.

## Élete
Az Alföld Viharsaroknak is nevezett szegletében született, szegény sorú családban. Anyja és nagyapja nevelte tízéves koráig, amikor a nagyapát elvitte a vérmérgezés. Ezután édesanyjával és mostohaapjával élt, ám mostohaapja hét év múlva meghalt. A tanulás mellett korrepetált. 1943-ban érettségizett Békéscsabán kereskedelmi középiskolában. 1947-ig a Békéscsabai Takarékpénztárban dolgozott gyakornokként. 1947-65 között a sarkadi cukorgyár tisztviselője volt. Közben levelező tagozaton elvégezte a Marx Károly Közgazdaságtudományi Egyetemet, ahol 1960-ban diplomázott. Két fia született, Péter 1953-ban és Pál 1956-ban. 1965-től a budapesti Cukoripari Kutatóintézet osztályvezetőjeként, 1971-től főkönyvelőjeként dolgozott. 1986-ban nyugdíjba vonult.
Szenvedélyesen és sokat olvasott, szerette a népmeséket, Verne és Wells művei erősen hatottak a képzeletére. A cukorgyári időkben kezdett publikálni, a megyei lapban és a Délmagyarországban jelentek meg kisebb írásai, novellái. 1956-57-ben kezdte gyűjtögetni a történelmi, régészeti, csillagászati, antropológiai és egyéb tudományos rejtélyek anyagait. Első kisregényét elutasították, de nem csüggedt, újabb anyaggyűjtésbe fogott, ezúttal a havasi emberről, a jetiről. Ekkor született meg első regényének, illetve egy fantasztikus tri- vagy tetralógia terve, amelynek első kötetét 1961-ben a Móra Könyvkiadó publikálta Titok a Világ Tetején címmel. Ezt követte 1964-ben Az özönvíz balladája, majd 1971-ben az Atleóntisz, majd 1986-ban a Tollaskígyó utolsó visszatérése. Írt két ifjúsági regényt (kiskorától egészen idős koráig lelkes horgász volt, ezek a kalandjai köszönnek vissza e művekben) számos rádiójátékot és novellát. Könyveit több idegen nyelvre lefordították. Több novellája olvasható a Galaktika antológiában.

## Művei
- Titok a világ tetején – tudományos-fantasztikus regény, 1961 [németül: Berlin, 1963, csehül: Prága, 1974] [második kiadás: Kossuth Kiadó, 1974, ISBN 963-09-0044-0]
- Az özönvíz balladája – tudományos-fantasztikus regény, 1964 [németül: Berlin, 1973]
- Atleóntisz – tudományos-fantasztikus regény, Budapest, 1971, Kozmosz Könyvek, IF 1288–f–7173
- Csukák, harcsák és rosszcsontok – ifjúsági regény, Budapest, 1972, Móra Könyvkiadó
- A boldogságcsináló – tudományos-fantasztikus regény, Budapest, 1980, Kozmosz Könyvek, (Kozmosz Fantasztikus Könyvek), ISBN 963-211-376-4
- Béke a Kék Bolygón – elbeszélések, 1980 : Követ. Kergekór. A Sátán Háromszöge.
- Farkaskölykök és vízipockok – ifjúsági regény, Budapest, 1985, Móra Ferenc Ifjúsági Könyvkiadó, ISBN 963-11-3750-3
- Tollaskígyó utolsó visszatérése – tudományos-fantasztikus regény, Budapest, 1987, Kozmosz Könyvek, (Kozmosz Fantasztikus Könyvek), ISBN 963-211-732-8
- A sziget – Az idő hídján (novellagyűjtemény) – tudományos-fantasztikus novella (Szerk. S. Sárdi Margit) Budapest, Möbius, 2000. (83-106. oldal)

### Szerkesztőként
- Vámpírok és csillagok (vál., szerk., 1988)
- Budapest nem felel (szerk., 1989)
- A fekete sugár (szerk., 1989)
- A hazugság halála (szerk., 1989)
- A rádiumkirály (szerk., 1989)

### Képregény
- Cs. Horváth Tibor–Zórád Ernő: Visszatérés a Földre (Sam J. Lundwall) / Titok a világ tetején (Csernai Zoltán) / Doktor Diagoras (Stanisław Lem)[1]